# Trichocentrum dianthum
Trichocentrum dianthum là một loài thực vật có hoa trong họ Lan. Loài này được Pupulin & Mora-Ret. miêu tả khoa học đầu tiên năm 1994.